# 十字行

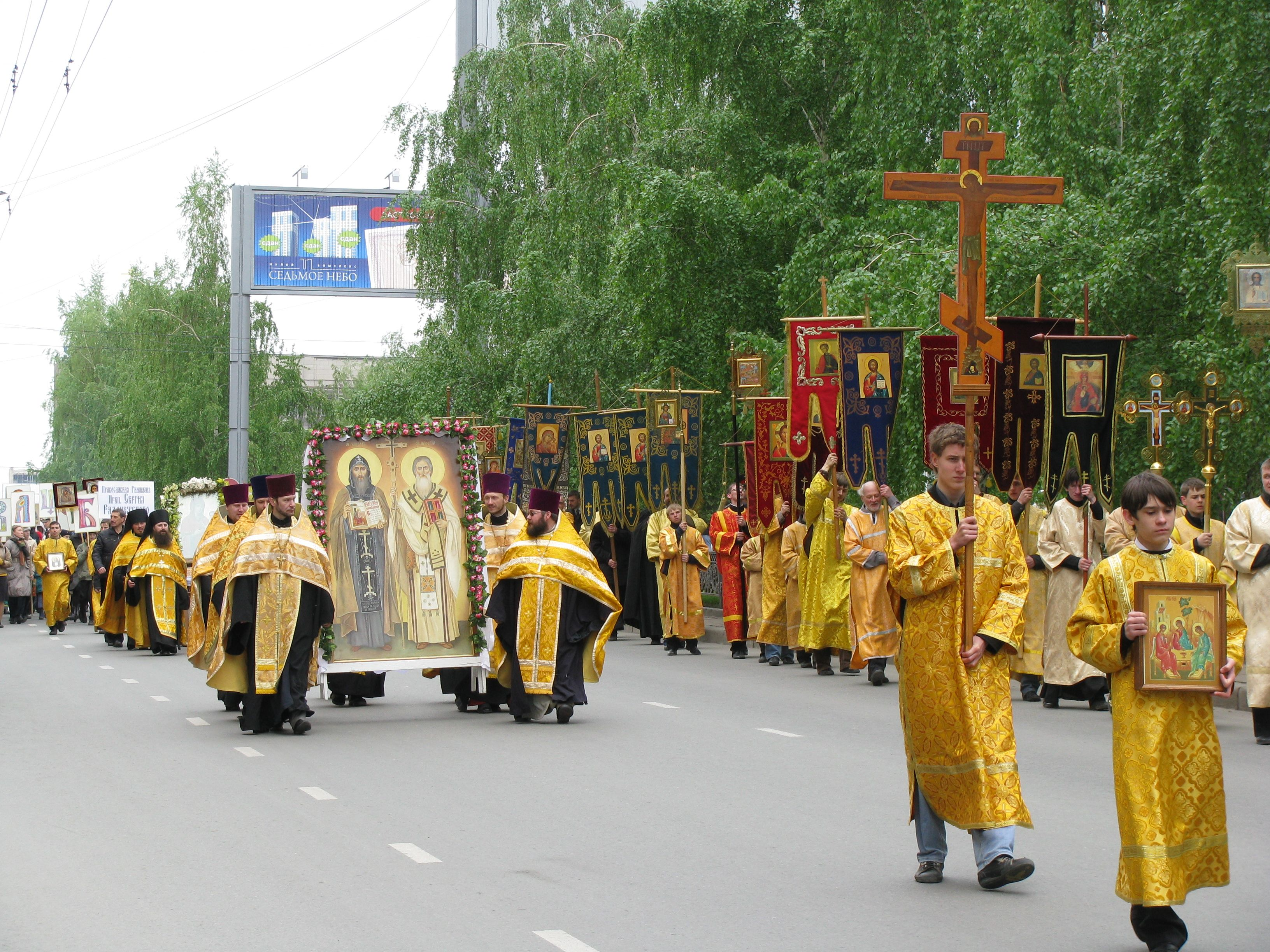
ノヴォシビルスクでの十字行（2009年5月）。先導する八端十字架とイコン。先頭の少年が持つのは至聖三者のイコン。

十字行（じゅうじこう、英語: Crucession, ロシア語: Крестный ход）とは、正教会における、奉神礼として聖堂外で行われる行列・行進のこと。
神の民の集まりである教会が天国に向かって行進していることを表す。特定の教会における祭に行われる。同様の意義を持つものに聖入（せいにゅう）があるが、聖入は聖堂内で行われるものである。

## 概要

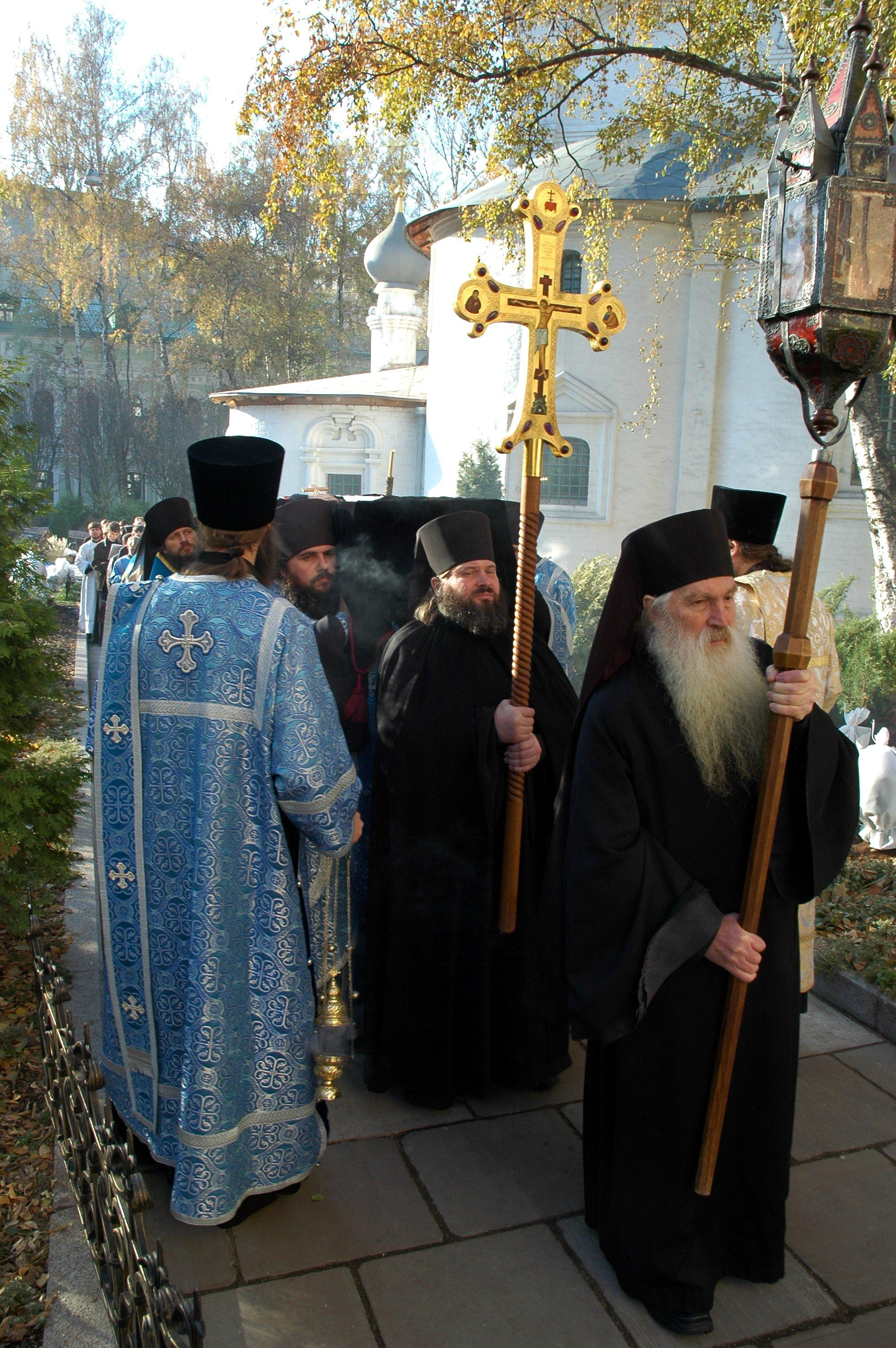
永眠した司祭の埋葬式で十字行をする修道士たち。クロブークを被っている（モスクワの修道院、2005年）。

十字行は聖堂から信徒が出て、聖堂の周り（場合によっては街）を歩いて行う。蝋燭・十字架・旗などが行列を先導し、詠隊をはじめとする教衆がこれに続き、その後に信徒が続く。
十字行が行われる日・奉神礼としては以下が挙げられる。ほか、不朽体やイコンの移動の際にも十字行が行われる。
- 受難週間（聖大土曜日）
- 復活大祭
- 神現祭
- 生神女就寝祭
- モレーベン
- 埋葬式

十字行の最中、聖歌が歌われる。聖歌は行われる奉神礼の内容によって異なる。
復活大祭にはステヒラ第六調『ハリストス、救世主や』が歌われる。
聖大土曜日においてはイイスス・ハリストス（イエス・キリストのギリシャ語読み）の「眠りのイコン」が棺状に担がれたものとともに十字行が行われ、聖三祝文が歌われる。埋葬式でも十字行を行う際は、担がれた永眠者の棺とともに十字行が行われ、同様に聖三祝文が歌われる。

## ギャラリー

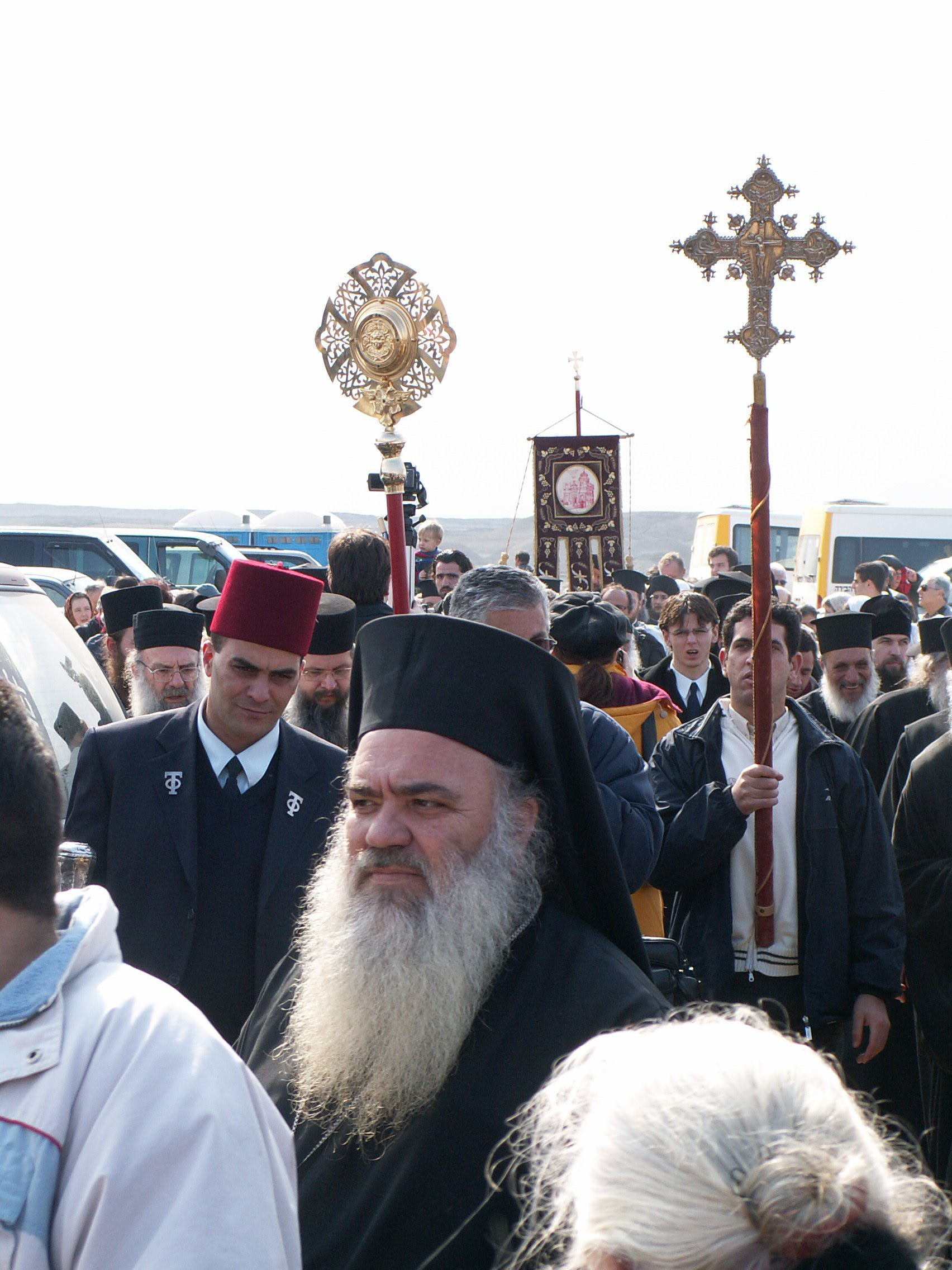
ヨルダン川への十字行（2006年1月、イスラエル）
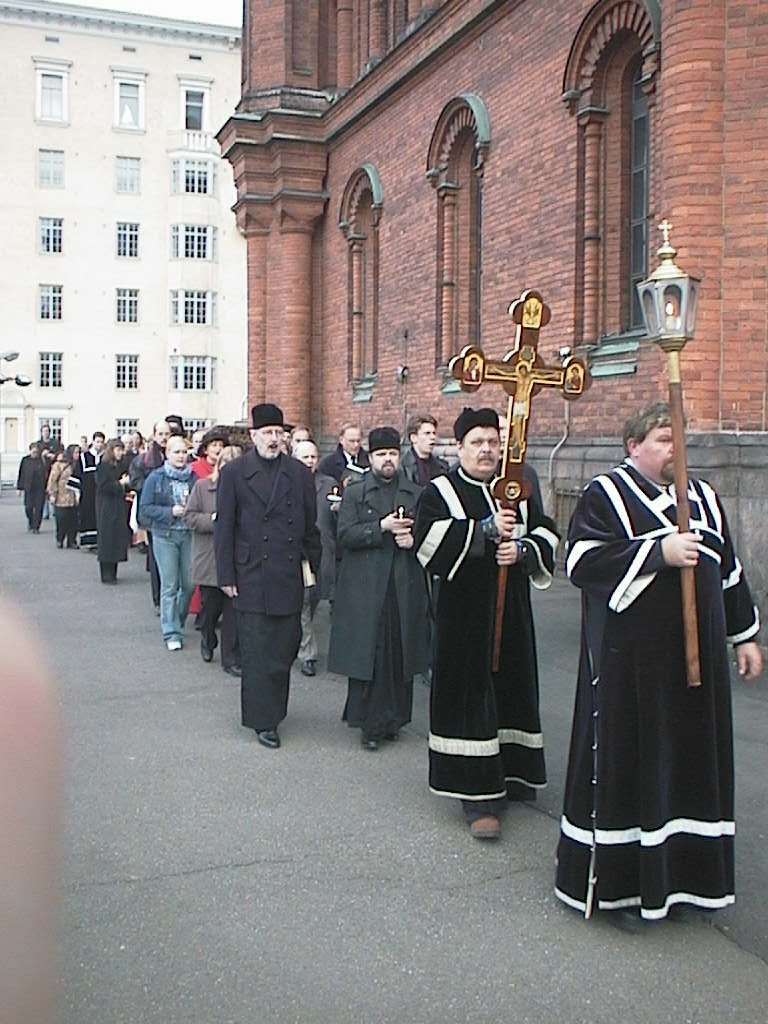
フィンランド正教会での十字行（2003年3月18日）
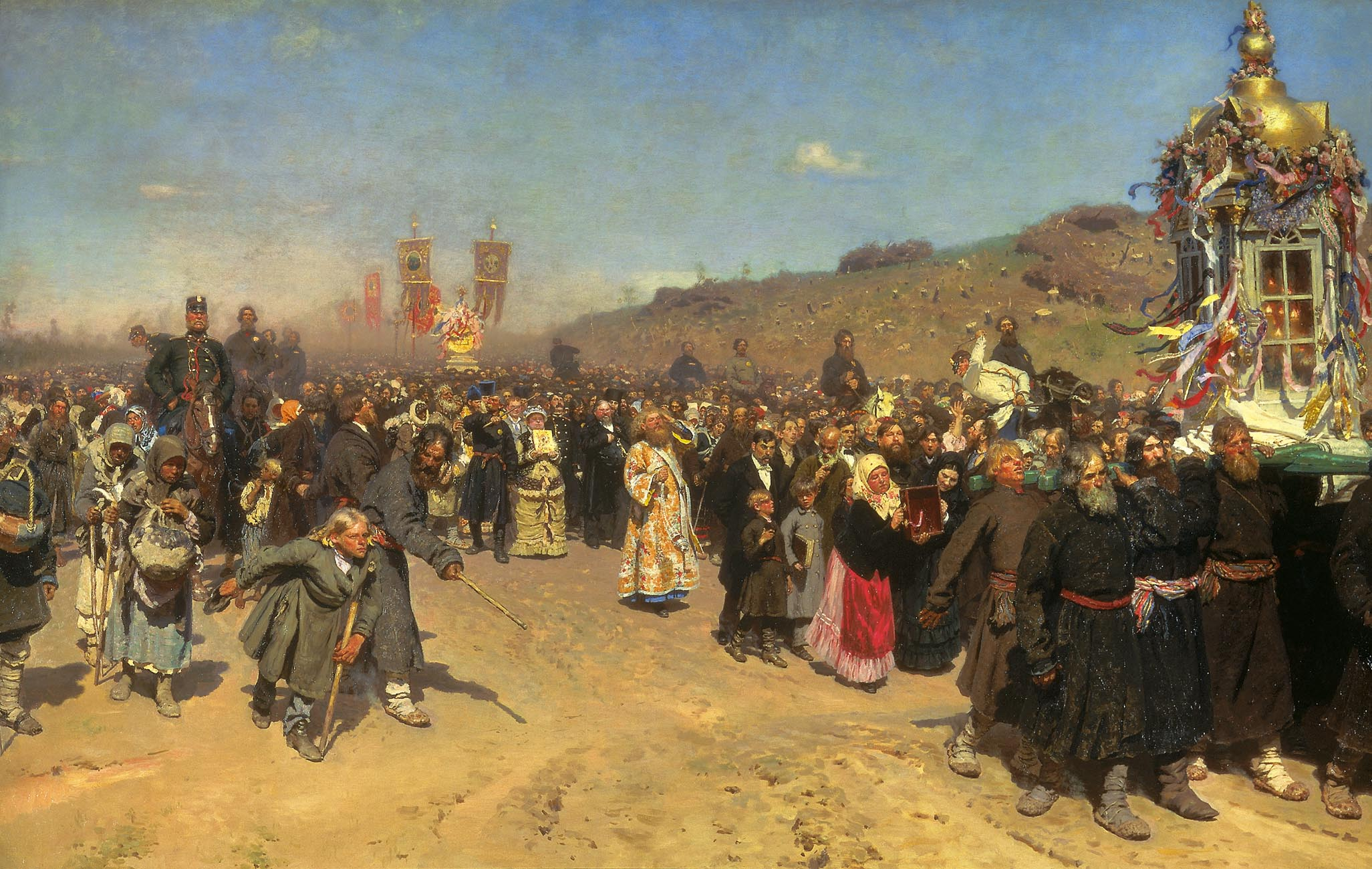
『クルスク県での復活大祭の十字行』イコン『クルスクの 生神女』とともに。（画：イリヤ・レーピン、1880-83、トレチャコフ美術館蔵）